# Emma Frodeno
Emma Frodeno (* 15. Juni 1981 in Gold Coast, Queensland als Emma Laura Snowsill) ist eine ehemalige australische Triathletin. Sie ist dreifache Triathlon-Weltmeisterin auf der olympischen Distanz (1,5 km Schwimmen, 40 km Radfahren und 10 km Laufen; 2003, 2005 und 2006) sowie Olympiasiegerin im Triathlon (2008).

## Sportliche Laufbahn
In ihrer Schulzeit war sie erfolgreiche Schwimmerin und startete als 16-Jährige bei ihrem ersten Triathlon. Ihr Spitzname ist Snowy.
Emma Snowsill gewann 2000 die nationale Triathlon-Meisterschaft und später im selben Jahr als 19-Jährige die Weltmeisterschaft der Internationalen Triathlon Union (ITU) bei den 16–20-Jährigen in Perth. Ebenso holte sie sich die Goldmedaille beim Sydney-Youth-Olympic-Festival Triathlon und sie wurde Australische Triathletin des Jahres.

Sie wurde mit einem Stipendium des Australian Institute of Sport (AIS) ausgezeichnet.

### Weltmeisterin Triathlon Kurzdistanz 2003, 2005 und 2006
2003 wurde sie in Queenstown (Neuseeland) Triathlon-Weltmeisterin. 2004 gewann sie den Triathlon-Weltcup und war Erste der Weltrangliste, wurde jedoch nicht für das olympische Team Australiens für die Spiele in Athen ausgewählt. 2004 startete sie auch im Cross-Triathlon bei der Xterra Italy und wurde dort Dritte. 2005 wurde Emma Snowsill in Gamagori (Japan) erneut Triathlon-Weltmeisterin. Sie wurde trainiert von Brett Sutton.
Im März 2006 gewann sie die Commonwealth Games in Melbourne. Durch ihren Sieg bei der Weltmeisterschaft in Lausanne 2006 wurde sie die erste Athletin mit drei Weltmeistertiteln über die olympische Distanz.

### Olympiasiegerin Triathlon 2008
Bei den Olympischen Spielen 2008 in Peking gewann sie die Goldmedaille. In den Sommermonaten lebte und trainierte sie in Boulder (Colorado) und von Oktober bis April in Australien in Gold Coast. Sie wurde in ihrer Zeit als Triathlonprofi von Craig Walton betreut.
Im Juli 2014 erklärte sie ihre Profikarriere für beendet. Ihre gesundheitlichen Probleme, die zum Karriereende führten, führt sie auf das Schwimmen in verschmutztem Wasser zurück. Sie konnte in ihrer aktiven Zeit zwölf Weltcup-Rennen gewinnen und landete 23 Mal auf dem Podium.

## Persönliches
2002 starb infolge eines Verkehrsunfalls beim Radtraining ihr damaliger Freund Luke Harrop (* 1975) – er war ebenso Triathlet und der Zwillingsbruder von Loretta Harrop. Im Juni 2008 gab sie die Verlobung mit ihrem Trainer Craig Walton bekannt, mit dem sie seit 2003 liiert war, das Paar trennte sich allerdings 2010 wieder.
Im Oktober 2013 heiratete sie den deutschen Triathleten Jan Frodeno (* 1981), mit dem sie seit Sommer 2010 liiert war.
Im Februar 2016 kam ihr gemeinsamer Sohn zur Welt. Anfang Oktober 2017 wurde bekannt, dass sie ein zweites Kind erwartet und im Februar 2018 kam ihre Tochter zur Welt. Sie lebt mit ihrem Mann seit 2022 in Andorra. Zuvor lebten beide im katalanischen Girona und in Noosa Shire im australischen Queensland.

## Auszeichnungen
- Sports Star of the Year
- Emma Snowsill ist seit 2009 Trägerin des Order of Australia (Medal of the Order of Australia, OAM).
- LAUREUS Ambassador
- Emma Frodeno wurde von der International Triathlon Union (ITU) im Jahr 2014 für die Aufnahme in die Hall of Fame nominiert.[13]
- Im Oktober 2019 wurde sie mit der Aufnahme in die „Sport Australia Hall of Fame“ ausgezeichnet.

## Sportliche Erfolge
| Datum/Jahr    | Rang | Wettbewerb                                    | Austragungsort   | Zeit        | Bemerkung                                                                                   |
| ------------- | ---- | --------------------------------------------- | ---------------- | ----------- | ------------------------------------------------------------------------------------------- |
| 10. Sep. 2011 | 17   | ITU World Championship Series 2011            | Peking           | 02:01:23    |                                                                                             |
| 6. Aug. 2011  | 5    | ITU World Championship Series 2011            | London           | 02:00:52    |                                                                                             |
| 17. Juli 2011 | 3    | ITU World Championship Series 2011            | Hamburg          | 01:53:44    |                                                                                             |
| 9. Juli 2010  | 1    | Hansgrohe World Supersprint                   | Offenburg        | 01:00:48.8  | 750 m Schwimmen, 20 km Radfahren und 5 km Laufen                                            |
| 12. Sep. 2010 | 1    | ITU World Championship Series 2010            | Budapest         | 01:49:42    | Siegerin im siebten und letzten Rennen der Saison                                           |
| 13. Juni 2010 | 1    | Hy-Vee ITU Triathlon Elite Cup                | Des Moines       | 01:59:35    | Sieg auf der olympischen Distanz in Iowa vor Emma Moffatt                                   |
| 8. Mai 2010   | 6    | ITU World Championship Series 2010            | Seoul            | 02:01:10    | [ 15 ]                                                                                      |
| 28. Juni 2009 | 2    | ITU Triathlon World Championship Mixed Relay  | Des Moines       |             | Vizeweltmeister Mixed Relay im Team mit Emma Moffatt, Courtney Atkinson und Brad Kahlefeldt |
| 20. Juni 2009 | 2    | ITU World Championship Series 2009            | Washington, D.C. |             |                                                                                             |
| 2. Mai 2009   | 1    | ITU World Championship Series 2009            | Tongyeong        | 02:02:42    |                                                                                             |
| 18. Aug. 2008 | 1    | Olympische Spiele 2008                        | Peking           | 01:58:27,66 |                                                                                             |
| 21. Juni 2008 | 1    | Hy-Vee Triathlon                              | Des Moines       | 02:03:15    |                                                                                             |
| 2008          | 1    | Noosa Triathlon                               | Noosa            | 01:59:39    |                                                                                             |
| 9. Sep. 2007  | 1    | Los Angeles Triathlon                         | Los Angeles      | 02:00:45    | Sieg über die olympische Distanz vor Julie Dibens und Mirinda Carfrae                       |
| 25. März 2007 | 1    | BG Triathlon Word Cup                         | Mooloolaba       | 01:59:20    | Siegerin auf der olympischen Distanz                                                        |
| 15. Sep. 2007 | 2    | BG Triathlon Word Cup                         | Peking           | 02:01:51    | Zweite auf der olympischen Distanz                                                          |
| 30. Aug. 2007 | 2    | ITU Triathlon World Championships             | Hamburg          | 01:54:31    | Vizeweltmeisterin                                                                           |
| 2007          | 1    | Noosa Triathlon                               | Noosa            | 02:01:09    | vierter Sieg beim Noosa Triathlon – neben Craig Walton bei den Männern                      |
| 3. Sep. 2006  | 1    | ITU Triathlon World Championships             | Lausanne         | 02:04:02    |                                                                                             |
| 18. März 2006 | 1    | Commonwealth Games                            | Melbourne        | 01:58:02    | Triathlon über die olympische Distanz (1,5 km Schwimmen, 40 km Radfahren und 10 km Laufen)  |
| 11. Sep. 2005 | 1    | ITU Triathlon World Championships             | Gamagori         | 01:58:02    |                                                                                             |
| 1. Mai 2005   | 2    | ITU Triathlon World Cup                       | Mooloolaba       | 02:10:11    | Zweite hinter ihrer Landsfrau Loretta Harrop                                                |
| 2005          | 1    | Noosa Triathlon                               | Noosa            | 01:55:23    |                                                                                             |
| 7. Aug. 2005  | 1    | London Triathlon                              | London           | 01:56:16    | Sieg am 6./7. August 2005                                                                   |
| 2004          | 1    | Noosa Triathlon                               | Noosa            | 01:54:55    |                                                                                             |
| 6. Dez. 2003  | 1    | ITU Triathlon World Championships             | Queenstown       | 02:06:40    |                                                                                             |
| 2003          | 1    | Noosa Triathlon                               | Noosa            | 01:56:09    |                                                                                             |
| 22. Juli 2001 | 17   | ITU Triathlon World Championship Junior Women | Edmonton         | 02:07:59    | hinter der Siegerin Nicola Spirig                                                           |
| 2000          | 1    | ITU Triathlon World Championship 16-20        | Perth            |             | Snowsill erreichte den ersten Rang in der Altersklasse der 16- bis 20-Jährigen              |

| Datum/Jahr   | Rang | Wettbewerb   | Austragungsort | Zeit | Bemerkung |
| ------------ | ---- | ------------ | -------------- | ---- | --------- |
| 4. Juli 2004 | 3    | Xterra Italy | Sardinien      |      |           |